# Клин, Бедрих Адольф
Бедрих (Фридрих) Адольф Клин (в.-луж. Dr. Bjedrich Adolf Klin, нем. Friedrich Adolph Klien; 23 октября 1792 года, Барут при Баутцене — 4 ноября 1855 года, Баутцен) — лужицкий народолюбец.
Получил образование в Лейпцигском университете, был нотариусом в Бауцене (Будишине). Деятельность Клина была направлена на защиту народности и языка лужицких сербов, хотя сам он писал преимущественно по-немецки. Ещё будучи студентом в Лейпциге, он, с несколькими земляками, основал «Серболужицкое проповедническое общество» (Serbske předarske towarstwo). Затем, благодаря его решительному заступничеству на сейме, в 1833—1834 удалось отстоять использование народного языка в школе, а в 1845—1847, уполномоченный своими земляками, Клин добился у правительства разрешения открыть сербскую (лужицкую) Матицу, председателем которой он оставался до самой смерти.
Для журнала, издаваемого Сербской Матицей («Časopis Maćicy Serbskeje») Клин написал предисловие («Zawodne Předsłowo», 1 d., str. 5—27). В критические 1848—1849 Клин, во главе лужичан, остался на стороне короля. Благодаря этому правительство отказалось от ограничительных мер против развития национальности лужичан.